# La Marina (Cantabria)

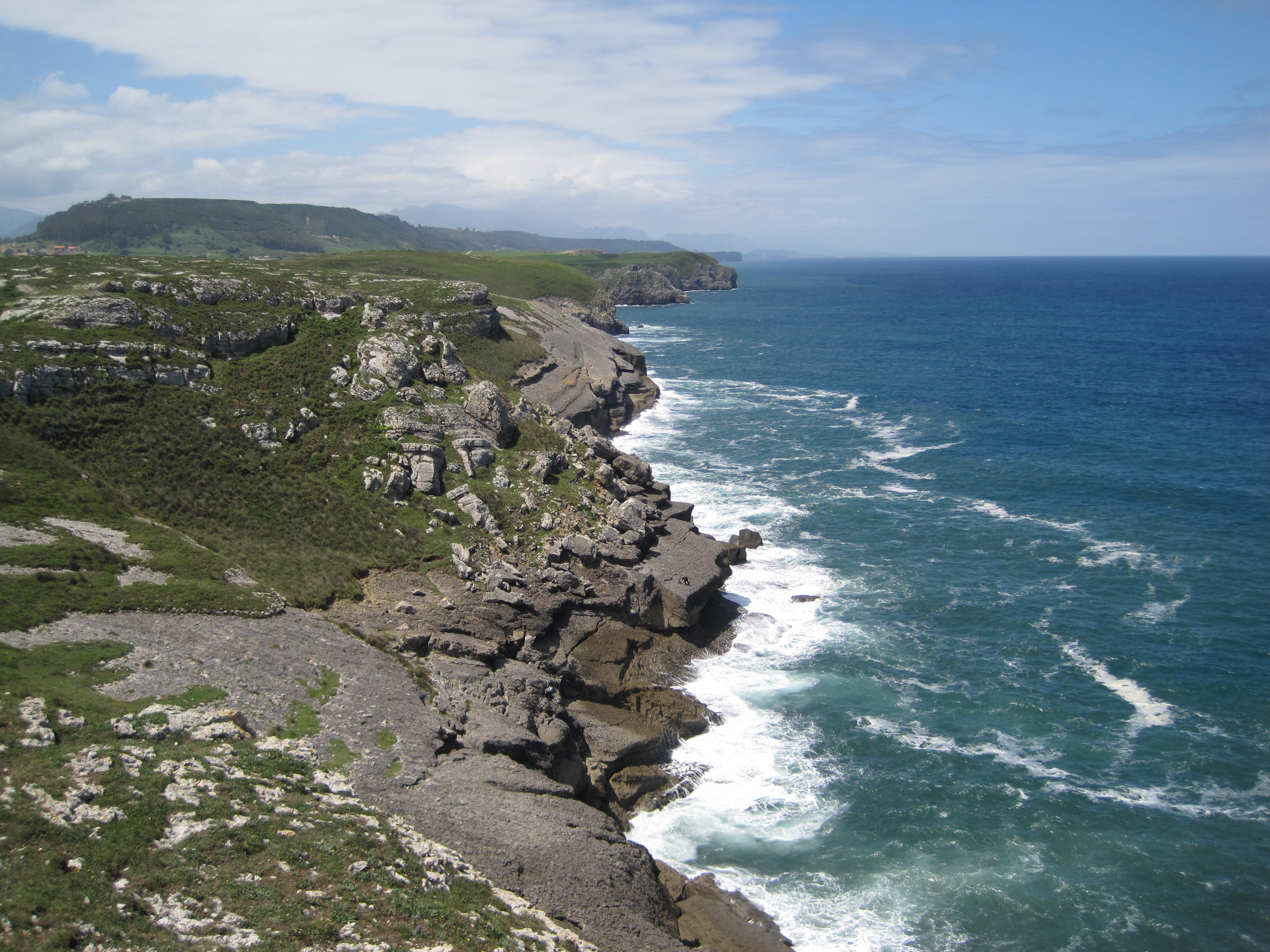
Acantilados cerca de San Vicente.

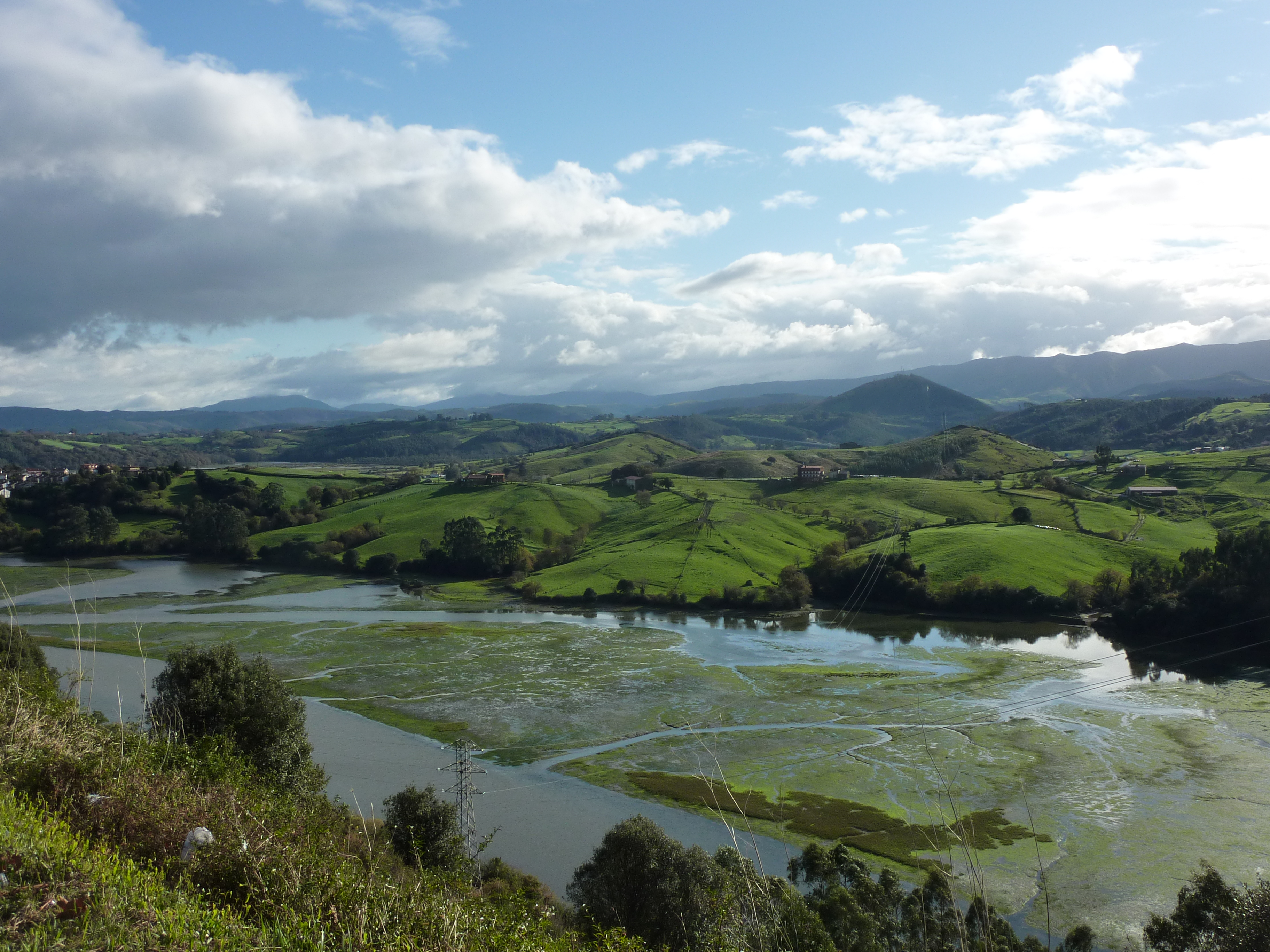
Paisaje de La Marina con valles bajos, ría en el primer plano

La Marina es el nombre que recibe tradicionalmente la zona de Cantabria (comunidad autónoma de España) volcada el mar, en contraste a La Montaña, su parte interior. Las diferencias entre ambas son tanto orográficas, climáticas y ecológicas como antropológicas y etnográficas. En el caso de La Marina, que ocupa tan sólo un tercio de la comunidad autónoma, la orografía y el clima son suaves, la densidad poblacional es mucho más alta y por tanto, posee un mayor nivel de desarrollo. En esta zona se encuentran varios de los mayores núcleos de población de la región, destacando su capital, Santander. El Plan Regional de Ordenación del Territorio de Cantabria, en su capítulo 2, define La Marina como un medio físico distinguible, de clima y relieve más suaves que la Cantabria interior, y con un desarrollo poblacional más elevado.
Históricamente La Marina ha estado ocupada por sociedades humanas desde el Paleolítico inferior, si bien mantuvo una baja densidad poblacional y un paisaje poco humanizado hasta el siglo IX, cuando se sabe que existió un proceso de repoblación sostenido en los monasterios en las Asturias de Santillana y Trasmiera; a partir de entonces la situación de las poblaciones costeras cántabras fue parecida a las de Vizcaya, donde las mayores abadías de la época se concentraron junto a acantilados costeros, desarrollando en torno a sí núcleos de población durante el siglo X. Los monasterios, en ambos territorios, controlaban entonces los recursos pesqueros marítimos y fluviales.

## Geografía física

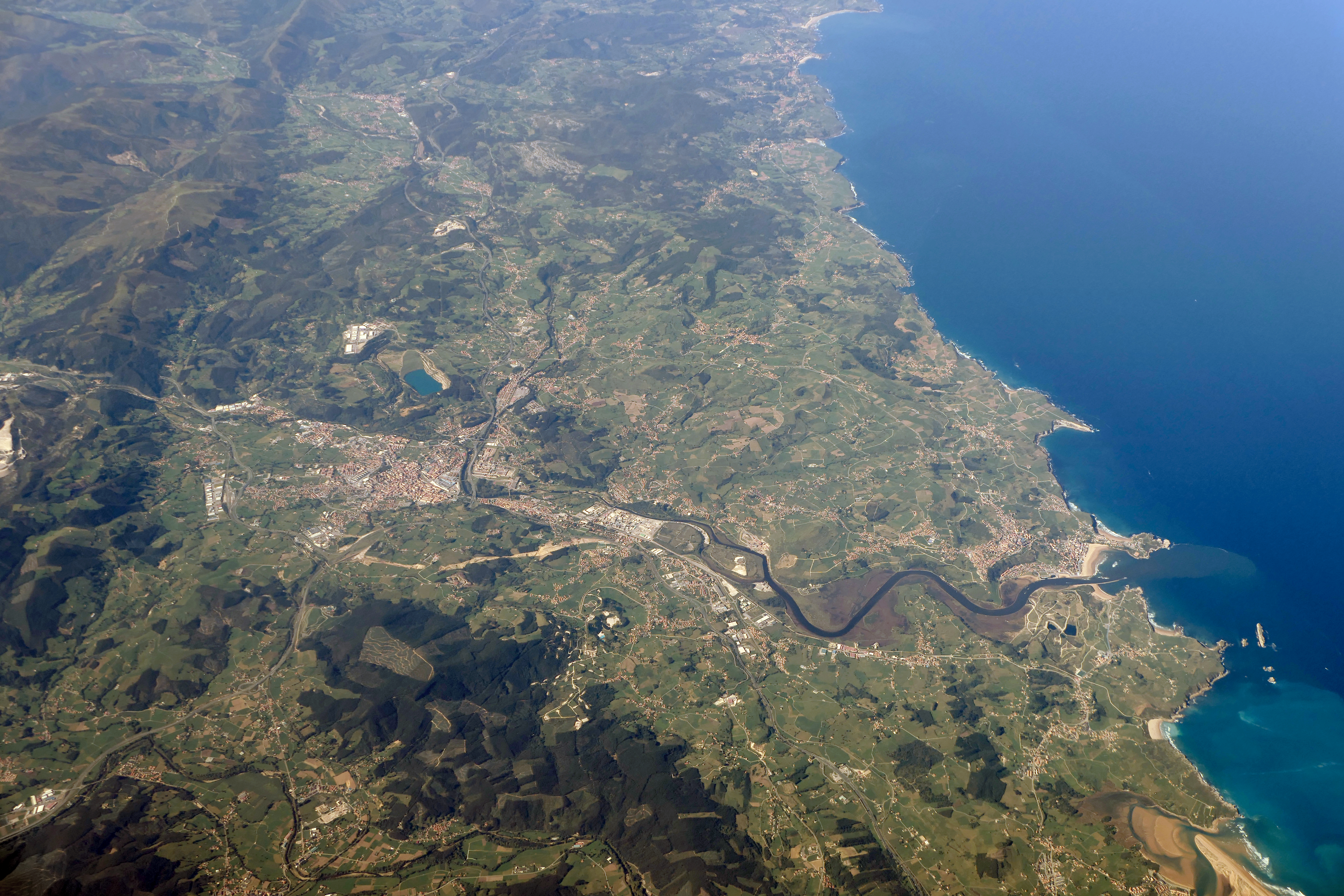
Vista aérea de parte de La Marina alrededor de Torrelavega.

Las fronteras entre Marina y Montaña suelen fijarse geográficamente en la sierra del Escudo de Cabuérniga, sistema montañoso que corta los valles cántabros, en general perpendiculares al mar, y a partir de la cual la cordillera Cantábrica abandona el relieve escarpado por uno mucho más suave, que desciende escalonadamente hasta la costa sin sobrepasar, salvo excepciones, los 200 m s. n. m. Dichas tierras emergieron del mar durante la era Cuaternaria y fueron progresivamente erosionándose a partir de sus fracturas, por lo que las depresiones actuales son coincidentes con las líneas de falla. Varias de ellas son hoy los cauces de los grandes ríos de la región, como el Besaya y el Asón, además de dar forma a la bahía de Santander y otros lugares costeros. A su vez, la tectónica de placas provocó el leve realzamiento de algunas zonas. Ejemplo de la desigualdad de la erosión son La Masera, colina situada junto a la ría de San Martín de la Arena, y el monte Vispieres. Las zonas dolomíticas y calizas resistieron mejor el clima. Sus alturas se denominan genéricamente Sierras Litorales, que engloba a las sierras de Udías-Novales, Camargo, Peña Cabarga, Monte Buciero y Cerredo.